# Канцелярит
Канцелярит (англ. Officialese) — особлива мова (жаргон) канцелярських працівників (бюрократів), яка є спотвореною модифікацією літературної мови, що базується на канцеляризмах.
Канцелярит — канцелярсько-бюрократичний стиль мовлення, здатний проникати в середовище ширшого вжитку, спотворюючи розмовну мову та літературний стиль, сприймається деякими носіями мови, і зокрема літературною спільнотою, як небезпека, культурний збиток, погіршення якості мови. Цей термін ввів Корній Іванович Чуковський у своїй книзі «Живой как жизнь» (1966).

## Історія виникнення терміна «канцелярит»
У 1962 році Корній Іванович Чуковський ввів термін «канцелярит». Письменник характеризував цей стиль мовлення, як стиль мови, притаманний юристам та чиновникам. Основне призначення канцеляриста — наслідувати форму бурхливої роботи, звідси й ці приголомшливі, багатомовні звороти, за якими насправді майже нічого не означають. Вони лише є синонімами, щоб ніхто не подумав, що саме вони означають, особливо для малоосвіченої особи. Для чиновників не існує справжніх особистостей, вони міркують узагальнено, що і відбивається в їхньому мовленні.
З офіційних паперів він проникає в газети, журнали, на радіо — через необачність журналістів, чи спеціально, «щоб солідно було», а там — і в повсякденну мову. Часто звичайні люди вживають канцелярит неусвідомлено. А нерідко розуміють, що це начебто казенні паперові слова, однак, не можуть швидко підібрати щось доречне, тому виділяють іронічною інтонацією, підкреслюючи тільки, як важко його уникнути..
Оскільки письменники — лише люди, канцелярит проникає і в художню літературу.
З іншого боку, хороший автор може використовувати канцелярит для характеристики персонажа або навіть сетинг, зазвичай із відтінком сатири. Автор може наділити такою манерою висміюваного чиновника, який проводить все життя в паперах.
Канцелярська лексика (канцелярит) — найчастіша вада статей фахової (зокрема бухгалтерської) преси. На жаль не тільки фахової, але й громадсько-політичної. Проте вживання канцелярської лексики належить до застарілих засобів мови згадуваних видань.
Щоб наблизити виклад до сучасного користувача, слід насамперед писати ясно. А для цього варто послідовно вилучати засоби старої канцелярської мови: замінювати пасивні конструкції на активні, складені дієслівні присудки — на прості. Треба сміливо вводити нові слова та вислови, використання яких у нехудожніх стилях відповідає потребам і духові часу.
Саме слово канцелярит придумав Корній Іванович Чуковський і використовував в книзі про мову «Живий як життя». За власним запевненням, придумав його за аналогією назв хвороб — бронхіт, тонзиліт, гастрит та інші. Втім, тут може бути й асоціація з івритом і санскритом — древніми мудрованими мовами. А може, вплинув і сам іврит, в якому назви мов закінчуються саме так, тільки ось мішлінг Чуковський не дуже хотів афішувати своє знання івриту в просякнутому антисіоністською параноєю СРСР.

Боротьбі з канцеляритом також багато в чому присвячена книга Норі Галь «Живе і мертве слово», яка буде дуже корисна всім письменникам та перекладачам.
Канцелярит — це така хвороба мови, коли бюрократичний стиль мовлення, що складається суцільно з шаблонів і нерідко з іноземних малозрозумілих слів, бере верх над змістом. І якби ж то він залишався мовою документації, так ні ж: він лізе в нашу повсякденну мову, він видає себе за єдино правильний варіант викладу думки, наприклад, в школі або інституті. Він вдає, що говорять на ньому люди належать до вищих верств суспільства або, як мінімум, йдуть по життю з важкою ношею інтелекту.

## Характеристики канцеляриту
Цей стиль має дві основні характеристики:
- Складність та незрозумілість пропозиції, іноді невідповідності, наприклад: «Навряд чи (собака) розуміла, що елегантна дівчина Ренуар з вишневими губками, у сільському солом'яному капелюсі з маками або волошками в руках і якоюсь дивною волохатою істотою, в якій він хотів і не міг впізнати собаку свого брата, але все ж у глибині душі він відчував щось споріднене, що робило його ледве чутним і ще більше кружляло на повідцю навколо все ще чарівних ніг … господині.»

- Велика кількість складних виразів (плеоназмів), які можна замінити простими: «бути в конституційній сфері» («бути законним»), «висловити свою волю» («проголосувати», «замовити»), «збільшити кількість типів і збільшити назви товарів» («розширення асортименту»); семантично неправильно: «вимовити позицію» (правильно — «пояснити позицію»); або невиправдане вживання іноземних слів: «прозорий» («прозорий», «зрозумілий»), «багатофакторні збочення в процесі копуляції» («різні сексуальні збочення»).

Ще однією відмінною рисою компанії є ланцюжок імен: «процес розвитку руху за зміцнення співпраці», «участь у боротьбі за підвищення продуктивності», «програмні функції для контролю виробництва товарів народного споживання».

## Ознаки канцеляриту

### Заміна дієслова віддієслівним іменником
Дієслово — це вплив, рух та сама реальність. Віддієслівний іменник непорушний, застиглий, завмерлий — таким чином і ваш словесний матеріал, тобто текст буде сухий, понурий, нудний для читача. Підсилити його допоможуть дієслова. Ось взірець з віддієслівним іменником:
У неділю зранку за чашкою кави з батьками говорите про здійснення купівлі науково-технічного забезпечення для офісу?
Вимовити не легко, але можна перефразувати:
У неділю зранку за чашкою кави з батьками говорите про те, що купити для офісу?
Дієприслівники практично не використовуються в розмовній мові, і на документі, з ними не завадить бути обачливими: вони перевантажують текст, творять його важкуватим, проблематичним. Великий відсоток дієприкметників та дієприслівників (за́мкнений, напи́саний, наро́джений, пи́шучи, чита́ючи, міркува́вши) продукує текст не сприятливим. Суцільне шипіння в одному реченні, створюється при застосуванні кількох дієприкметників та дієприслівників.

### Ланцюжок іменників у родовому відмінку, створює нагромадження, зокрема іменників внепрямих відмінках
Зразок:
Зменшення команди обґрунтовується активізуванням оперативності шляхом відрахування коштів і переадресацією керівництва небезпеки.
Такий приклад читається не легко. Можна сказати по-іншому:
Зменшення команди обґрунтовується бажанням активізувати оперативність шляхом відрахування коштів і переадресацією керівництва небезпеки.
Використання двох дієслів натомість віддієслівних іменників («зменшити» замість «зменшення» і «організовувати» замість «організація».

### Використання пасивних висловів замість активних
Пасивний зворот більше створений для підручників і усвідомлюється значно важче, ніж активний. Натомість активний — енергійний і натуральний, і змінювати його на пасивний не дуже коректно. Наприклад: «Я бачу розуміння школою проблем», замість «Я бачу, що школа розуміє проблеми».

### Вживання іншомовних слів замість українських, складних замість зрозумілих і простих
З мовних засобів добираються не кращі, а погані. Пишність, достаток мови перероджується лімітованою чисельністю підготовлених штампів. Натомість того, щоб віддзеркалювати усе живе, у всьому неоднорідність, така мова позбавляє все, чого вона стосується.
Скажімо, «артикулювати свою позицію» все частіше чуємо цю фразу від грамотних людей, натомість «пояснити позицію», «висловити позицію».
Детальніше про канцелярит можна прочитати у книгах Корнія Івановича Чуковського «Живий як життя» (розділ «Канцелярит») та Нори Галь «Слово живе і мертве» (розділ «Бережись канцеляриту»).

## Приклади канцеляриту
| Початковий текст | Відредагований текст |
| «Підручник для опрацювання з історії України» — розкриває широкі перспективи для застосування її в академічному процесі як учнями, так і викладачем. Її ефективне використання виведе перспективи пояснень у середній школі на новий рівень. | «Підручник для опрацювання з історії України» може застосовуватися в навчальному процесі як учнями, так і викладачем. Він посприяє, піднести на новий рівень викладання історії в середній школі. |
| Через палючі промені сонця та степовий пил, який ніколи не змивався, обличчя та інші оголені частини тіла, які були від природи золотистими, набули темно-коричневого кольору.                                                               | Від палючих сонячних променів і пилу степів, що ніколи не змивається, шкіра гунів, набула темно-коричневого кольору.                                                                              |
| Усі ці оздоблення при мінімальній дії коня, гучно брязчали, що приносило господарям безмежну насолоду. | Усі ці оздоблення від мінімальної дії коня, гучно брязчали, що дуже тішило їх господарів. |
| Хотілося б зробити акцент на тому, як правильно вибрати умови страхування і компанію, підбиваючи підсумок всьому сказаному. | Вибираючи умови страхування і компанію, що ви повинні знати. |
| На цей час, Lexus може похвалитися рідкісним, явищем — можливістю роботи фронтальних подушок безпеки у двох режимах. | Фронтальні подушки безпеки можуть працювати у двох режимах: Lexus може похвалитися рідкісної сьогодні особливістю.                                                                                |
| Автомобіль володіє вираженою схильністю до заносу. | Машину легко заносить. |
| Одним з рушійних чинників для зміни автомобіля — мені захотілося більшого рівня комфорту. | Однією з причин змінити автомобіль — мені захотілося більшого комфорту. |
| Що призводять надалі до різного роду конфліктів між клієнтом і компанією? Більшість клієнтів не цікавляться при укладанні договору страхування умовами виплати відшкодування,                                                                | Клієнти часто не цікавляться умовами відшкодування, укладаючи договір страхування, що надалі призводить до конфліктів між клієнтом і компанією.                                                   |

## Цікаві факти
Книга Нори Галь «Слово живе і мертве» (1972, сім перевидань) була присвячена боротьбі з канцеляритом, в якій стверджувалося:
Канцелярит — це мертвечина. Він проникає в художню літературу, в повсякденне життя та відчувається в усному мовленні. Навіть в дитячу. З офіційних матеріалів, газет, радіо та телебачення мова канцеляриту стає щоденною практикою. Багато років так читали лекції, писали підручники та навіть букварі.